# Centro delle Åland
Il Centro delle Åland (in svedese: Åländsk Center) è un partito politico delle Isole Åland di orientamento ruralista e centrista.

## Risultati elettorali

### Parlamento alandese
| Elezione          | Voti  | % | Seggi   |
| ----------------- | ----- | - | ------- |
| Parlamentari 1979 | 3.954 |   | 14 / 30 |
| Parlamentari 1983 | 3.704 |   | 11 / 30 |
| Parlamentari 1987 | 3.063 |   | 9 / 30  |
| Parlamentari 1991 | 3.242 |   | 10 / 30 |
| Parlamentari 1995 | 3.118 |   | 9 / 30  |
| Parlamentari 1999 | 3.292 |   | 9 / 30  |
| Parlamentari 2003 | 2.980 |   | 7 / 30  |
| Parlamentari 2007 | 3.106 |   | 8 / 30  |
| Parlamentari 2011 | 2.985 |   | 7 / 30  |
| Parlamentari 2015 | 2.985 |   | 7 / 30  |
| Parlamentari 2019 | 3.970 |   | 9 / 30  |